# Colonia Unidad Deportiva
Colonia Unidad Deportiva är en ort i Mexiko.   Den ligger i kommunen Cuernavaca och delstaten Morelos, i den sydöstra delen av landet, 50 km söder om huvudstaden Mexico City. Colonia Unidad Deportiva ligger 1 598 meter över havet och antalet invånare är 773.
Terrängen runt Colonia Unidad Deportiva är varierad, och sluttar söderut. Runt Colonia Unidad Deportiva är det mycket tätbefolkat, med 1 463 invånare per kvadratkilometer. Närmaste större samhälle är Cuernavaca, 5,6 km sydväst om Colonia Unidad Deportiva. I omgivningarna runt Colonia Unidad Deportiva växer huvudsakligen savannskog.